# Ел Молар
Ел Молар (на испански: El Molar) е испански град и община в провинция и общност Мадрид , на 39 км северно от град Мадрид и над 833 м. надморска височина. Счита се за портата или първия град на Сиера Норте.

## География

### Времето
Климатът е континентално средиземноморски, но е силно повлиян от надморската височина (над 850 m н.в.), тъй като се намира по склоновете на Сиера (Sierra Norte).
Зимите са много студени, с температури под 0 °C , достигащи под минус 10 °C по време на някои студени адвекции. Нощните студове са чести и снегът често посещава града. Валежите се около 750 mm годишно и са концентрирани по време на равноденствията.
През лятото възникват бури като следствие от развитието на облачността, характерна за централната система. Месеците юли и август температурите са много високи, но с резки спадове през нощта. Термичните колебания могат да достигнат 20 °C.

### Местоположение
Намира се в Централна Испания, северната част на област Мадрид

## Транспортна система [ редактиране на източника ]
El Molar има 8 междуградски автобусни линии. 6 от тях свързват селото със столицата на Мадрид, като терминалът е на разклона „Plaza de Castilla“. Тези редове са:
Линия 191: Мадрид ( Plaza de Castilla ) – Buitrago del Lozoya
Линия 193: Мадрид (Plaza de Castilla) – Pedrezuela – El Vellón
Линия 193A: Ел Молар – Котос де Монтерей – Вентурада
Линия 194: Мадрид (Plaza de Castilla) – Rascafría
Линия 195: Мадрид (Plaza de Castilla) – Braojos de la Sierra
Линия 196: Мадрид (Plaza de Castilla) – La Acebeda
Линия 197D: Torrelaguna – El Vellón – El Molar

## История
Първите признаци на обитаване, довели до сегашния град, датират от Средновековието, с добре известното семейство Санчес Алгара. Въпреки че на днешната територия на терена и в околностите има неолитни, предримски и римски останки. От Средновековието има документални свидетелства за съществуването на различни наблюдателни кули.
През 8 век, в разгара на процеса на Реконкиста, четири града вече са били формирани, това са: Аристон, Касас Виехас, Валделария и Ла Мола; това последно ядро по-късно ще бъде Ел Молар. Изглежда, че първите обитатели на тези селища са били сеговски овчари, които, след като препятствието на Централната система е било преодоляно, са разширили пасищата за добитъка си в район, който вече е бил защитен от Реконкистата на кастилската монархия. От дванадесети век в различни документи се споменава населението на Ла Мола.
Въпреки християнския произход, мюсюлманският и еврейският елемент също са много важни. От мюсюлманския период са останали някои архитектурни останки. Съществуването на важен мавритански популационен център също е документирано, след като християнската реконкиста е консолидирана.
Това население, след като се обръща към християнството, най-вече приема фамилното име „de la Morena“. Това фамилно име е много разпространено и днес сред историческите жители на града. Съществува и важно ядро от еврейското население, както се потвърждава от честите находки на медни монети със звездата на Давид на едно от лицата им. Любопитен факт е, че е имало група от населението с червени коси, която е просъществувала до началото на XX век. Следователно произходът на населението изобщо не е еднакъв, съжителстват хора от кастилски, мавритански и еврейски произход.
По времето на християнското управление, по време на управлението на Алфонсо VI, той е обединен с Таламанка, като архиепископът на Толедо е негов феодал. Горе-долу по това време се появява името „El Molar“.
Ел Молар зависи от близката Таламанка до 1564 г., когато Фелипе II предоставя на дон Антонио де Екино и Зубиаре вилазгото като награда за услугите му. Три години по-късно е направено разграничаване на територията между Таламанка, Ел Велон и Валдеторес, съгласно съществуващите документи.
Населението на Ел Молар винаги е било разположено на пътя, който води до пристанището Сомосиера, един от проходите на Централната система и основен за комуникацията на Мадрид със северната и североизточната част на полуострова. През 1710 г., по време на Войната за наследство, английските армии, които подкрепят претенциите за испанския трон на ерцхерцог Карлос Австрийски, опустошават града.
През 1753 г., в кадастъра на маркиз де ла Енсенада, Ел Молар принадлежи на господството на Вероиз, интегрирано в провинция Гуадалахара . Едва през 19-и век, с новото провинциално разделение от 1830 г., когато е включен в провинция Мадрид.
През 18-ти и 19-ти век изворът със серни води, на които се приписват лечебни свойства, наречен Фуенте дел Торо, придобива голяма известност.
По време на Войната за независимост град Ел Молар е подложен на множество грабежи и разрушения. През 1823 г. това е щабът на щаба на армията, изпратен от конституционалистите, за да спре настъплението на френската армия, наречена „Стоте хиляди синове на Свети Луи“, изпратена да замени крал Фердинанд VII като абсолютен монарх.
По време на Гражданската война град Ел Молар е много близо до предната част на Сиера Норте, съставлявайки важна част от тила на отбранителното устройство на Републиката. Градът претърпява големи щети, включително обстрел, и населението намаля. Окупиран е от войските на Франко през 1939 г.

## Образование
В Ел Молар има две частни детски ясли и една държавна детска градина, две държавни училища за детско и основно образование, институт и център за обучение на възрастни „CEPA El Molar“.

## Места и събития
- Църква Успение на Дева Мария
- Катастрофата на Княз Кардам Сакскобургготски
- Ноелия де Минго, лекар. Известна с това, че намушква с нож и убива трима души (колега и двама пациенти) и ранява седем други в болница Fundación Jiménez Díaz по време на епидемия от параноидна шизофрения. От 2017 г. де Минго живее в Ел Молар до 20 септември 2021 г., когато е арестувана, защото отново е намушкала с нож двама служители на местен супермаркет, за щастие без да ги убие този път.